# Yepocapa jugozapadni kaqchikel (jezik)
Yepocapa jugozapadni kaqchikel (jezik; ISO 639-3: cbm, povučen iz upotrebe), nekad priznatui samostalni jezik (danas dijalekt) kojim govore Cakchiquel Indijanaci, parodica maya, na području gvatemalske općine Yepocapa. 8 000 govornika (1991 SIL), a etnička populacija iznosi 15 000 (1991 SIL). Govore ga poglavito odrasle starije osobe.
Status jezika gubi 2009. kada je njegiov kodni naziv povučen iz upotrebe

## Vanjske poveznice
- Ethnologue (14th)
- Ethnologue (15th)